# Servantes de Jésus-Sacrement de Buenos Aires
Ne doit pas être confondu avec Servantes de Jésus-Sacrement de Guadalajara.
Les servantes de Jésus-Sacrement (en latin : Congregatio Sororum Ancillarum Iesu in Sacramento) forment une congrégation religieuse féminine enseignante, hospitalière et adoratrice de droit pontifical.

## Histoire
Le 9 février 1872, Marie Benita Arias (1822-1894) quitte la sainte maison des exercices spirituels (es) de Buenos Aires pour créer une communauté dédiée à l'adoration perpétuelle du Saint-Sacrement. Après avoir reçu l'approbation de l'archevêque de Buenos Aires, Marie Benita fonde sa congrégation le 21 novembre 1876. L'institut reçoit le décret de louange le 16 janvier 1911 et l'approbation définitive le 4 avril 1928.

## Activités et diffusion
Les sœurs se consacrent à l'enseignement, à l'assistance aux malades, ainsi qu'aux exercices spirituels et à l'adoration perpétuelle du Saint-Sacrement.
Elles sont présentes en:
- Europe : Espagne.
- Amérique : Argentine, Paraguay, Uruguay.

La maison-mère est à Buenos Aires.
En 2017, la congrégation comptait 55 sœurs dans 17 maisons.